# Róbert Semeník
Róbert Semeník (Veľký Krtíš, 13 januari 1973) is een profvoetballer uit Slowakije die speelt als aanvaller. Hij begon zijn loopbaan bij Dukla Banská Bystrica, en speelde daarnaast in Turkije, Hongarije en Oostenrijk. Semeník was tweemaal topscorer van de Corgoň Liga: 1994-1995 (18 goals) en 1995-1996 (29 goals).

## Interlandcarrière
Semeník kwam in totaal negen keer (één doelpunt) uit voor het Slowaaks voetbalelftal in de periode 1995-1997. Onder leiding van bondscoach Jozef Jankech maakte hij zijn debuut voor de nationale ploeg op 15 november 1995 in het EK-kwalificatieduel in Bratislava tegen Roemenië (4-0). Hij viel in dat duel na 69 minuten in voor Július Šimon.

## Erelijst
Dukla Banská Bystrica
- Topscorer Corgoň Liga

1995 (18 goals)
 FC Košice
- Slowaaks landskampioen

1997, 1998
- Topscorer Corgoň Liga

1996 (29 goals)